# Gen’yōsha

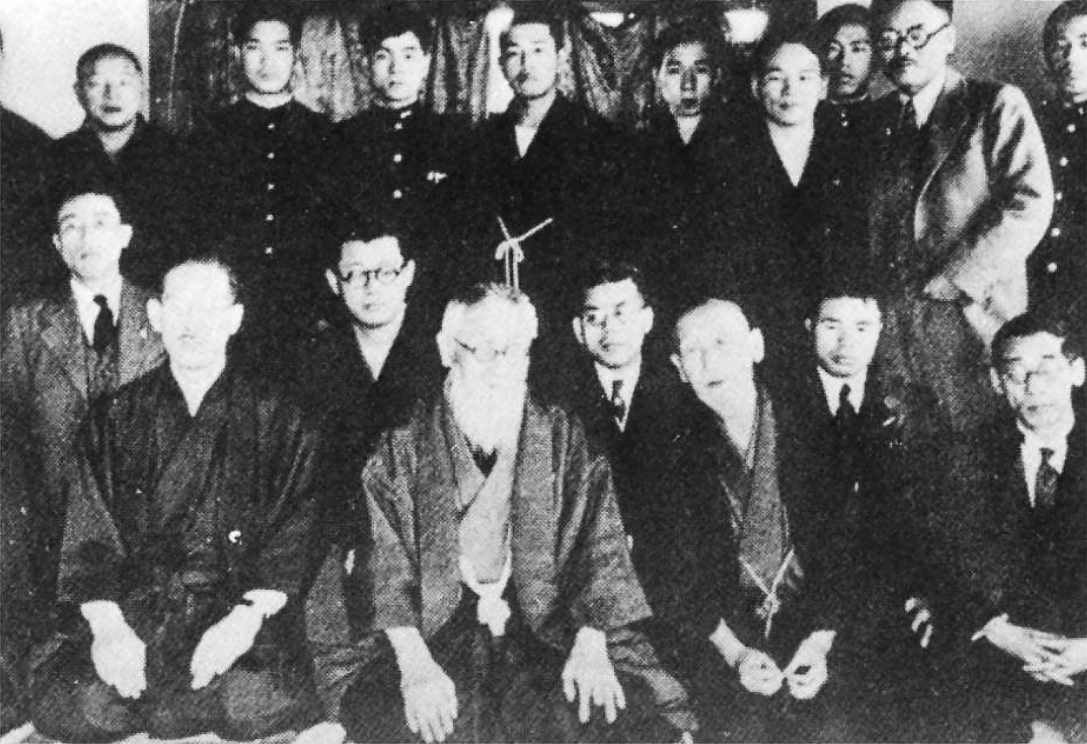
Tōyama Mitsuru (Mitte) und Kodama Yoshio (vorne, zweiter von links) bei einem Treffen der Gen’yōsha 1929

Die Gen’yōsha (jap. 玄洋社, wörtlich: „Schwarzer-Ozean-Gesellschaft“, engl. Black Ocean Society oder Dark Ocean Society) war eine einflussreiche ultranationalistische politische Organisation (Uyoku) im Kaiserreich Japan.

## Vorläufer Kōyōsha
Gegründet wurde sie als Kōyōsha (向陽社) von den früheren Samurai Hiraoka Kotarō (1851–1906) und Tōyama Mitsuru. Hiraoka war zusätzlich Minenbesitzer in der Mandschurei. Ziel der Kōyōsha war anfangs die Wiederherstellung der vorher abgeschafften Feudalordnung mit ihren Privilegien und staatlicher Besoldung für die Klasse der Samurai. Sie nahm an mehreren Aufständen ehemaliger Samurai in Kyūshū gegen die frühe Meiji-Regierung teil. Nach der Niederschlagung der Satsuma-Rebellion 1877 verwarf sie diese Ziele jedoch, schloss sich der „Bewegung für Freiheit und Bürgerrechte“ (自由民権運動, jiyū minken undō) an und trat für die Einrichtung eines nationalen Parlaments ein.

## Gründung
1881 vollzog die Kōyōsha erneut einen Richtungswechsel, diesmal mit dem erklärten Ziel der „Ehrung der kaiserlichen Familie und des Reiches“ sowie dem „Schutz der Bürgerrechte“. In Wahrheit trat sie jedoch für die militärische Expansion Japans auf den asiatischen Kontinent ein. Dies spiegelte sich auch in dem neuen Namen der Organisation Gen’yōsha wider, der sich an die Genkai-See anlehnt die Japan von der koreanischen Halbinsel trennt.
Die Gen’yōsha war dabei eine terroristische Geheimgesellschaft, die desillusionierte Samurai einerseits und Personen des organisierten Verbrechens andererseits anzog, um Gewalttaten bis hin zur Ermordung von Ausländern und liberalen Politikern auszuüben.

## Aktivitäten

### Japan
1889 wetterte die Gen’yōsha gegen den von Außenminister Ōkuma Shigenobu vorgelegten Plan zur Revision der Ungleichen Verträge. Das Gen’yōsha-Mitglied Kurushima Tsuneki verübte am 18. Oktober 1889 einen Bombenanschlag, bei dem Ōkuma ein Bein verlor. Bei der Wahl 1892 fuhr die Gen’yōsha eine Einschüchterungs- und Gewaltkampagne mit billigender Unterstützung der Regierung Matsukata. Dabei wurden 35 Menschen getötet und 395 verwundet.

### China
Eines der Hauptziele der Gen’yōsha waren die chinesischen Triaden, die Japan teils sehr feindlich gegenüberstanden, mit der Gen’yōsha jedoch auch das gemeinsame Ziel des Sturzes der Qing-Dynastie teilten. 1881 sandte Tōyama über 100 Mann nach China, um Informationen zu sammeln und die Triaden zu infiltrieren. Einer der detailliertesten Berichte über diese Aktionen stammt vom Gen’yōsha-Mitglied Hiraya Amane, der bei der Gründung des chinesischen Hauptquartiers in Hangzhou half. Die Gen’yōsha unterstützte die Triaden nicht nur finanziell und mit Waffen, sondern gewährte auch von der Qing-Regierung enttarnten Triaden-Führern Unterschlupf in Japan. Die Gen’yōsha errichtete ein Netzwerk von Bordellen in China und später Südostasien. Dieses dient nicht nur zur Gewinnabschöpfung, sondern auch zur Informationsgewinnung, Erpressung und Bestechung. In Sapporo, Hokkaidō wurde selbst eine Ausbildungsstätte betrieben, in der die Prostituierten die effektive Gewinnung von Informationen erlernten.

### Korea
Eine weitere Interessenssphäre war Korea. Die Gen’yōsha organisierte eine Gruppe von 15 Mann, Ten’yūkyō (天佑侠) genannt, die im Vorausblick auf eine zukünftige japanische Invasion Koreas insgeheim detaillierte topografische Karten erstellte. Sie unterstützte den Donghak-Aufstand, wohlwissend, dass dieser zu einem Konflikt zwischen China und Japan führen könnte, und war vermutlich an der Ermordung der koreanischen Königin Myeongseong auf Geheiß des bevollmächtigten japanischen Ministers in Korea Miura Gorō beteiligt.
Während des Ersten Japanisch-Chinesischen Kriegs (1894/95), der aus dem Donghak-Aufstand entstand und der Herauslösung Koreas aus dem chinesischen Einflussgebiet diente, und des Russisch-Japanischen Kriegs (1904/05), der sich ebenfalls um den Einfluss über Korea drehte, betrachteten die Kaiserlich Japanische Armee und die Kaiserlich Japanische Marine das Informationsnetzwerk der Gen’yōsha als äußerst wertvoll. Auch wurde es zur Durchführung von Sabotageakten hinter den feindlichen Linien genutzt.

## Späte Jahre
Nach der Annexion Koreas durch Japan 1910 unterstützte die Gen’yōsha den Panasiatismus. Im Inland gründete die Organisation die Partei Dai-Nippon Seisantō (大日本生産党, dt. „Groß-Japanische Produktionspartei“), um den Einfluss des Sozialismus auf die Gewerkschaften zu bekämpfen.
In ihren späten Jahren hatte sich die Gen’yōsha weit von ihrem Ursprüngen als Geheimgesellschaft entfernt und war nun fast ein regulärer Mitspieler in der japanischen Politik. Einige Kabinettsminister und Parlamentsangehörige waren bekannte Mitglieder, genauso wie der Premierminister Hirota Kōki oder Seigō Nakano der für die Übernahme des Faschismus europäischer Prägung eintrat. Die Gen’yōsha hatte daher erheblich Einfluss auf die japanische Politik bis zum Ende des Zweiten Weltkriegs.
Nach der Niederlage Japans wurde die Gen’yōsha von den US-Besatzungsbehörden aufgelöst.
Eine Grabanlage befindet sich auf dem Friedhof des Tempels Sōfuku-ji in Fukuoka. Eine Liste der Mitglieder gibt Ishitaki (2010, S. 20–66).

## Erbe
Die Gen’yōsha war der Vorläufer vieler weiterer Organisationen, die ihre Ideologie übernahmen und weiterentwickelten, wie beispielsweise dem Amur-Bund (Kokuryūkai). Sie war auch teilweise mit die Grundlage für die Bande zwischen den Rechts-außen-Politikern und der Yakuza in der politischen Landschaft Japans nach dem Zweiten Weltkrieg.
Obwohl die moderne Yakuza viele politische und soziale Ansichten mit der Gen’yōsha teilt und viele Mitglieder der Gen’yōsha aus der Yakuza entstammten, war die Gen’yōsha lediglich eine politische Organisation, die zur Erreichung ihrer Ziele auch auf kriminelle Mittel zurückgriff, aber selbst kein Teil der Yakuza war.